# Isadelphus coriarius
Isadelphus coriarius är en stekelart som först beskrevs av Taschenberg 1865.  Isadelphus coriarius ingår i släktet Isadelphus och familjen brokparasitsteklar. Inga underarter finns listade i Catalogue of Life.